# Mboc-kevu
Mboc-kevu  (ou Mbockevu) est une localité du Cameroun située dans la commune d'Oku (Elak-Oku) et le département du Bui.

## Population
Lors du recensement de 2005, on a dénombré 3 146 personnes : soit 1 703 femmes et 1 443 hommes.